# Мойдунов, Эрмек
Эрмек Мойдунов (10 августа 1944, с. Жапалак, Кара-Сууский район, Ошская область, Киргизская ССР, СССР — 17 сентября 2015, Бишкек, Кыргызстан) — советский киргизский певец, народный артист Кыргызской Республики (1994).

## Биография
С пяти лет воспитывался в Куршабском детском доме.
В 1967 г. окончил Киргизское государственное музыкально-хореографическое училище имени М.Куренкева, в 1977 г. — Киргизский государственный институт искусств имени Б. Бейшеналиевой.
Начинал свою артистическую деятельность солистом ансамбля песни и танца Балтийского военного округа в Риге. С 1968 по 1999 гг. работал в Киргизской национальной филармонии имени Т.Сатылганова солистом первого в республике ансамбля эстрадных песен и Академического оркестра народных инструментов имени Карамолдо Орозова.
Среди наиболее популярных песен в его исполнении: «Күйдүм чок» А.Огонбаева, «Эсте энелер», «Сапарлашыма», «Саргарган гүл», «Күтүү вальсы» М.Рыскулбекова, «Эстелик», «Шумкар» Т.Казакова, "Сен менин жазылбаган ырларымсың С. Жумалиева, народная песня «Сары ой», «Эне жөнүндө баллада» А.Атабаева.